# Kat (porrskådespelare)
Kat, ursprungligen Maria Catalina Ibarra, född 2 december 1985 i Los Angeles, är en amerikansk porrskådespelare och fotomodell. Hon växte upp i Sherman Oaks.
Kat har agerat i hundratals filmer sedan debuten 2003. Hon är bara 157 cm lång och bar under många år tandställning vilket gjort att hon fått spela rollen som ung tonåring i de flesta av sina filmer. Senare i sin karriär gjorde hon huvudsakligen olika fetischfilmer för Kink.com. Året 2009 började hon ett uppehåll från porrinspelningarna för att utbilda sig.
Hon har bland annat spelat in flera scener med Ashley Blue, James Deen och Annette Schwarz.

## Priser och nomineringar
- 2006: AVN Award Nominee – Best Anal Sex Scene (Video)
- 2007 AVN Award nominee – Best Supporting Actress (Video)
- 2007 AVN Award nominee – Most Outrageous Sex Scene[3]